# Adveniat Paris
L'auberge de jeunesse Adveniat Paris est située au n° 8 de la rue François-Ier dans le 8e arrondissement de Paris. L'histoire de ce lieu est profondément liée à celle de la congrégation des Assomptionnistes fondée par Emmanuel d'Alzon.
Adveniat, qui signifie « qu'il vienne », est le premier mot de la devise des Assomptionnistes tirée du Notre Père : Adveniat Regnum Tuum (Que ton règne vienne).

## XIXesiècle
La congrégation des Assomptionnistes, fondée à Nîmes par le père Emmanuel d'Alzon, acquit le 10 décembre 1861, au prix de 171 000 francs un terrain de 1 050 m2 et 15 mètres de façade situé rue François-Ier pour y établir la maison parisienne de la congrégation. Des baux vont être régulièrement consentis, pour permettre à la congrégation de lotir – bien modestement d’abord – à l’automne 1861, ce terrain sur lequel vont être élevée une petite chapelle et aménagées une demi-douzaine de cellules (petites chambres) avec les 25 000 francs qui restaient en caisse. Le 25 février 1862, une première messe peut y être célébrée par le père Picard et en mai de la même année le lieu est habité. Selon le père Picard, premier supérieur : « On ne peut pas se permettre de construire une abbaye, on construira une bicoque ! ». Il écrivit au père d'Alzon, en exagérant sa misère : « La cuisine est à peine capable de contenir un des gros rats qui abondent dans le quartier. Le parloir refuse de laisser déployer la table ronde. Nous voilà condamnés à être des chevaliers de la table carrée. Les chaises sont commandées, elles seront luxueuses : 3,50 francs pièce, heureusement elles me sont données par une âme charitable ! […] Nous avons fait notre déménagement dans le courant de la semaine. Les chambres servent en même temps de bibliothèque. Le corridor est la grande ressource de la maison. On s'y promène, on y dîne, on y jase, on y met la lingerie, on y met des armoires et des commodes, des cartes de géographie, des tableaux, etc. Une petite Vierge donne un air religieux à tout cet amalgame de vieilleries ».
Quelques agrandissements sont opérés en 1866, un cloître que surmontent cinq petites chambrettes. C'est de là que sort, le 12 juillet 1873, le premier numéro du Pèlerin. En 1874, on construit en arrière, le bâtiment dit Picard, grand couvent à quatre étages. Le 5 novembre 1880, les Assomptionnistes sont expulsés de la rue François-Ier en vertu des décrets pris contre les congrégations religieuses. Les religieux sont accueillis dans diverses maisons du voisinage, notamment la Maison François-Ier, cours la Reine, chez le notaire Février qui en était propriétaire, et dans un pavillon au 37, avenue d'Antin. Petit à petit, ils réintègrent leurs locaux de la rue François-Ier. Le quotidien La Croix y est lancé le 16 juin 1883. Une nouvelle chapelle, la chapelle Notre-Dame de Salut, de la taille d'une église, est construite à partir de 1896 et inaugurée en 1899.

## XXesiècle

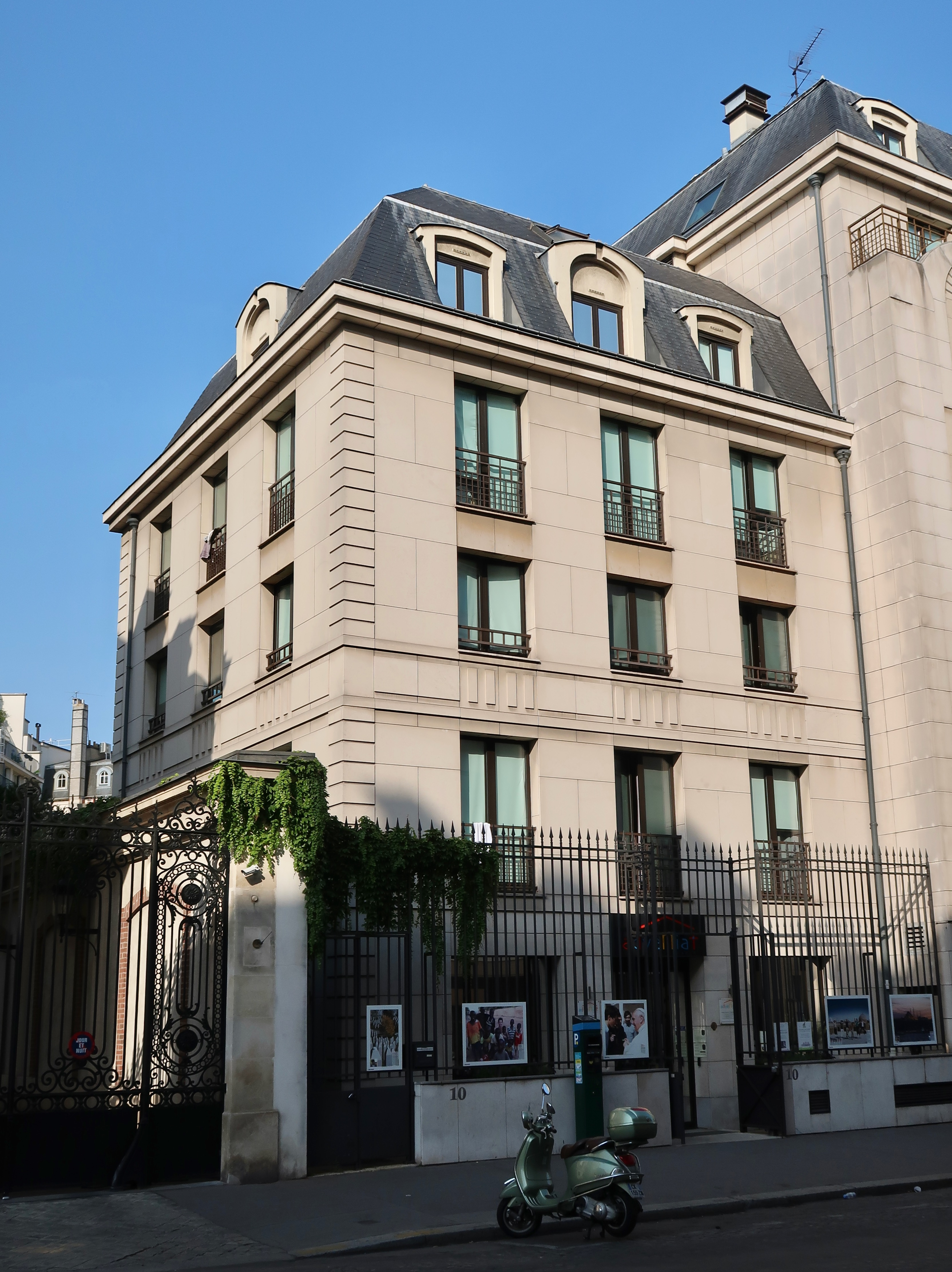
Le bâtiment de l'auberge de jeunesse Adveniat Paris.

Mais à la suite des nouvelles mesures prises à l'encontre des congrégations religieuses, les religieux sont à nouveau dispersés dans le quartier en 1900. Les bâtiments de la rue François-Ier sont mis sous séquestre et le gouvernement nomme un liquidateur, M. Ménage. Mais celui-ci a du mal à les vendre car Charles Baudon de Mony, au nom de qui l'acquisition a été faite originellement, fait valoir ses droits de propriétaire légal. Il n'est débouté de ses prétentions qu'en 1914. Les Domaines louent alors la chapelle en bonne et due forme à la paroisse Saint-Pierre-de-Chaillot, et les immeubles, d'abord à une école pour peu de temps et ensuite à un garde-meuble, jusqu'en 1923 date à laquelle le liquidateur met enfin en vente la propriété. Le seul acquéreur qui se propose est la Société immobilière Jeanne d'Arc, agissant pour le compte des Assomptionnistes, qui rachète les immeubles à bon prix. La Bonne Presse installe alors divers services dans la maison, et la chapelle peut être de nouveau prise en charge par les pères de la Bonne Presse. Une communauté ne se réinstalle que le 12 janvier 1945. L'Institut français d'études byzantines, chassé de Bucarest en 1949, se réinstalle rue François-Ier, rejoint le 21 janvier 1955 par l'Institut des études augustiniennes. En 1980, les bâtiments du XIXe siècle sont démolis. La parcelle est divisée en deux et un hôtel, la résidence du Roy, ouvre au no 8. La communauté se réinstalle en mai 1986 sur une emprise plus restreinte, limitée au no 10.

## XXIesiècle: l'auberge de jeunesse Adveniat Paris
En 2009-2010, à la suite du déménagement de l'entreprise de presse Bayard qui quitte la rue Bayard adjacente pour se déplacer à Montrouge , rue Barbès, la maison est totalement transformée. Aménagée dans un immeuble construit dans les années 1980 sur un terrain appartenant à l'Assomption depuis 1861, l'auberge devait être inaugurée en juin 2010, année du bicentenaire de la naissance d'Emmanuel d'Alzon. La bâtiment abrite désormais trois réalités gérées par la communauté assomptionniste : 
- l'auberge de jeunesse chrétienne Adveniat qui a ouvert ses portes en 2011[6] ;
- un foyer d'étudiants ;
- la communauté assomptionniste en tant que telle.

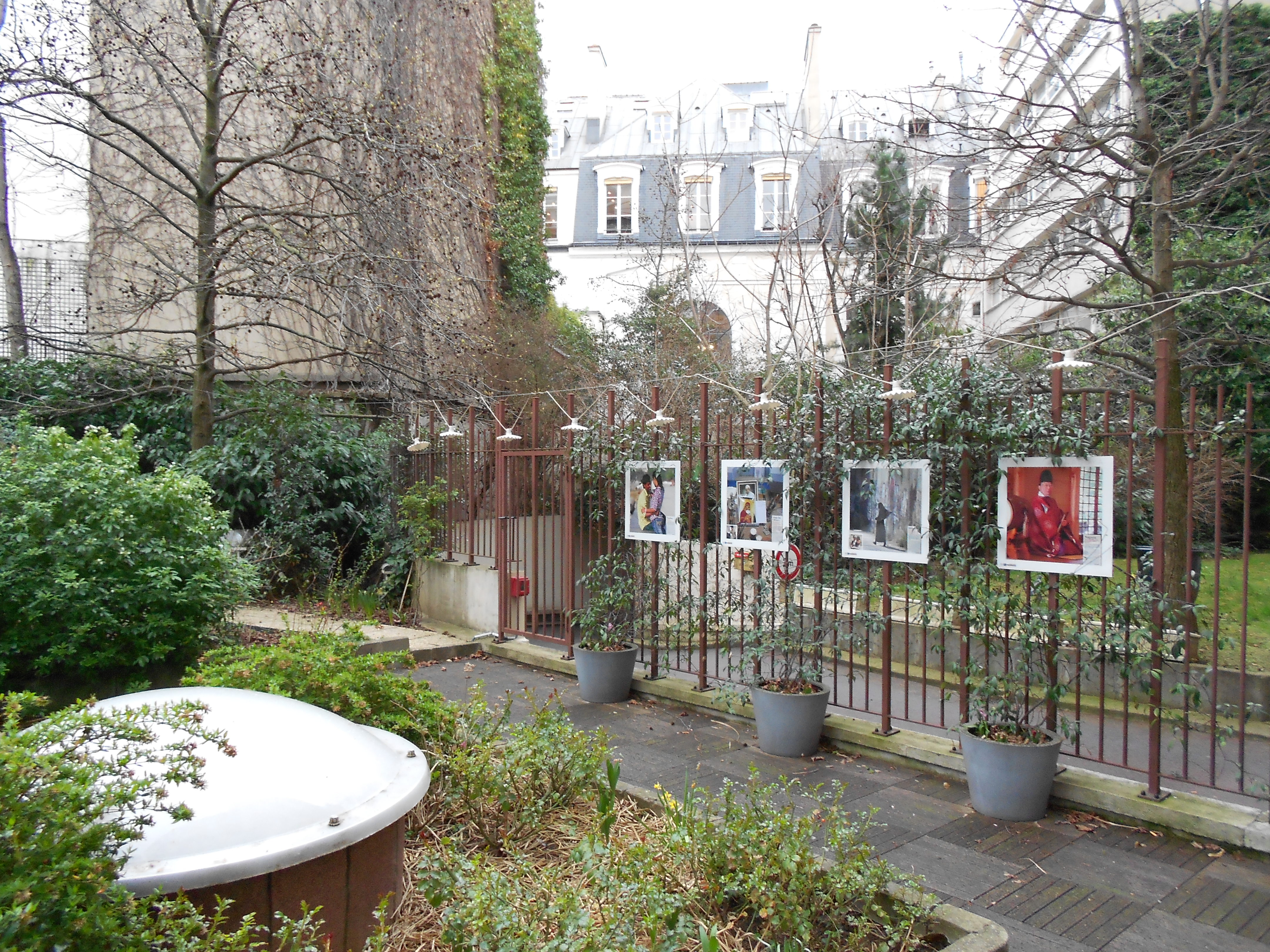
La cour intérieure.
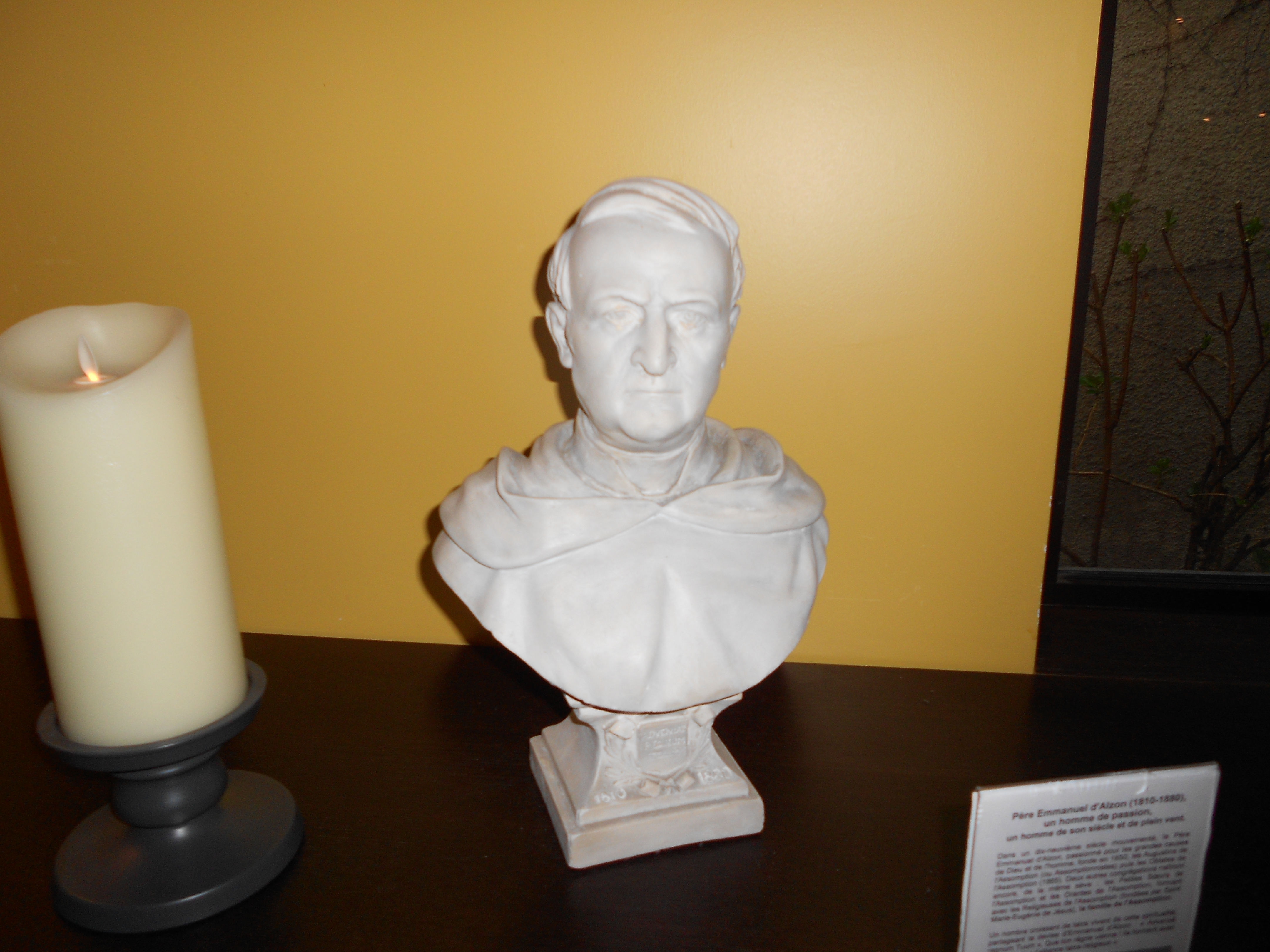
Buste d'Emmanuel d'Alzon.
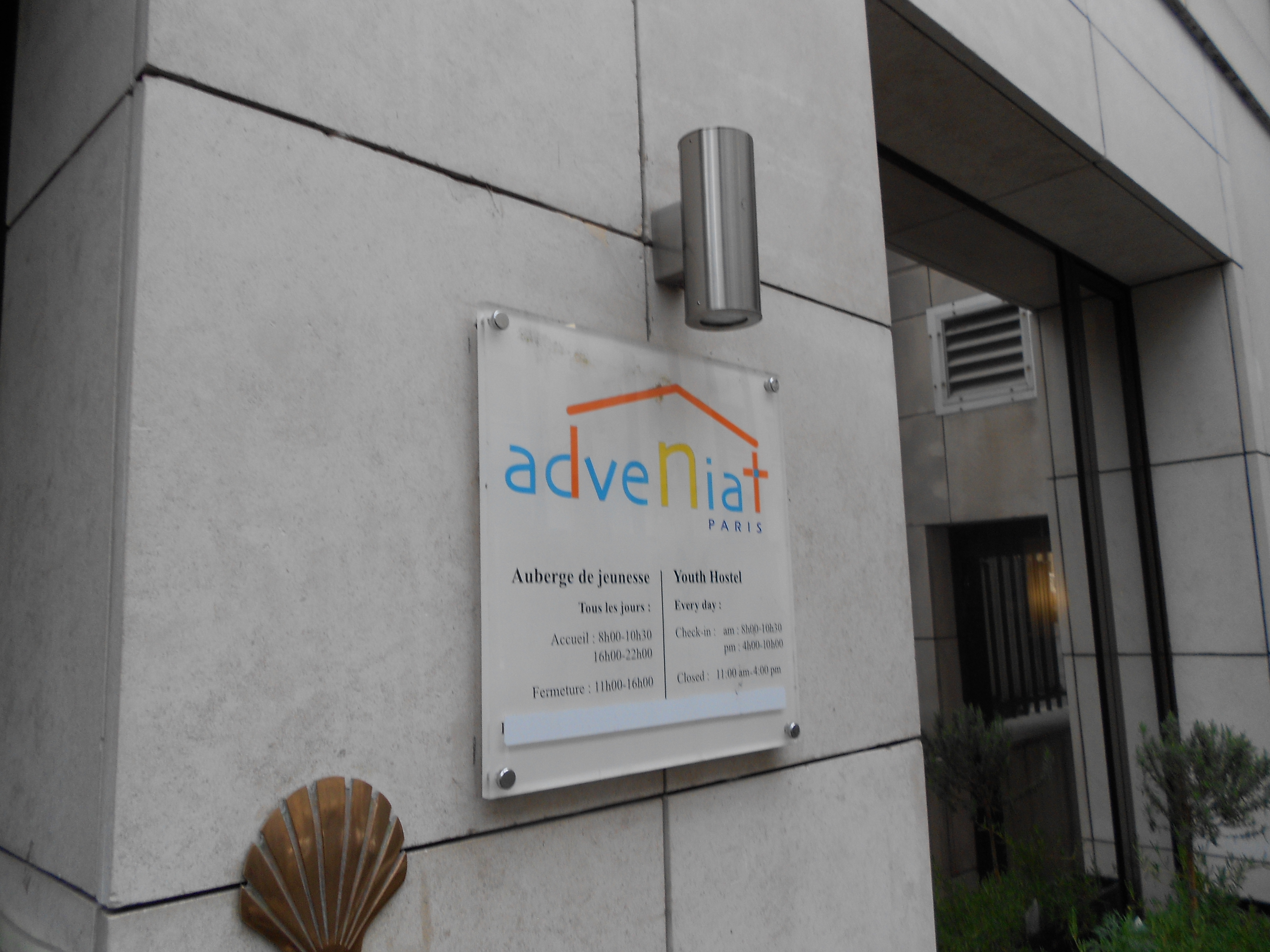
Porte d'entrée.